# 秋月種實
秋月種實（1548年—1596年）為日本戰國時代的大名，筑前國秋月氏的第16代當主。

## 生平

### 反抗大友家
天文17年（1548年）、誕生，父親是秋月文種（種方），是文種的次男。
弘治3年（1557年）、父親秋月文種和長兄秋月晴種因為反叛大友宗麟而兵敗自殺，種實在古處山城瀕臨陷落之際由家臣帶出，在毛利氏的幫助下落腳於周防國山口城。
永祿2年（1559年）1月、秋月氏的舊臣深津美濃守在毛利氏的支援下、將種實迎回居城，並大破佔領古處山城的大友軍，將近恢復秋月家的舊領。種實的弟弟‧種冬成為高橋鑑種的養子進入了小倉城、種信繼承長野氏成為豐前國馬岳城城主、元種也擔任香春岳城城主，紛紛對抗大友氏。秋月種實當主的時代，堪稱是秋月氏之名最顯揚的時候（但是也有一種說法，在永祿5年時、經由將軍足利義輝的調停，大友宗麟和毛利元就暫時和睦，而秋月氏也回復舊領）。
永祿10年（1567年）、高橋鑑種反叛大友氏而與種實站在同一陣線，9月4日、休松之戰夜襲大破大友軍精銳臼杵鑑速及吉弘鑑理，雖然隨後遭戶次鑑連（立花道雪）逆轉攻勢而一時撤退，但仍使大友軍受到嚴重打擊，此戰道雪失去了五位親族，分別為叔父親久、弟弟鑑方、堂弟鑑比及堂叔父親繁、親宗。譜代家臣則有由布五兵衛惟清、綿貫勘解由吉廉、十時右近太夫惟忠等部將13人以及從宗麟直屬派來助陣的小野彈正忠鑑幸於此戰陣亡，筑後豪族領主三池親高更與家臣43人一同陣亡，田尻鑑種一族長輩也有7人戰死，大友聯合軍損失約5~60位身分不等的將士，包含被討死4百人。
此後，毛利元就開始攻打九州，永祿11年（1568年）、立花鑑載反叛大友氏，一時之間反大友勢力居於優勢；7月23日、大友軍攻陷立花山城，永祿12年（1569年）5月28日、毛利軍在多多良濱之戰為大友軍所敗，8月、種實降伏於大友宗麟。
天正6年（1578年）、大友宗麟的勢力因耳川之戰遭到島津氏大敗而逐漸衰退，種實與龍造寺隆信、筑紫廣門等人聯手再次反抗大友氏，天正8年（1580年）2月18日於豐前豬膝一地夜襲討取大友方田北紹鐵、朽網鑑康的兵士800首級。但是他在筑前方面的攻勢全數為立花道雪及高橋紹運所擊退。天正12年（1584年），因隆信在沖田畷之戰戰死，轉而從屬於島津義久勢力；當大友方（立花道雪）準備和島津氏聯手夾擊龍造寺氏時，種實及早促成龍造寺與島津氏的和睦交涉，避開雙方的戰爭。此後，藉著島津和大友氏的爭戰、逐漸蠶食大友氏的領地，最終領有筑前國、豐前國、筑後國北部達36萬石的領地，構築了秋月氏最強盛的時期。天正13年（1586年）、也參與了島津氏與大友氏‧高橋紹運的岩屋城之戰。

### 九州征伐
天正14年（1587年）、豐臣秀吉開始征討九州，種實派重臣惠利暢堯至秀吉處以講和為名刺探軍情，秀吉召見後同意賜給種實筑前及筑後二國，也答應賜給惠利3萬石，但種實不聽惠利暢堯勸諫其順應時代潮流之言，將他流放並命其切腹，而與島津氏共同對抗豐臣軍。估算可支撐一月的堅城岩石城僅僅一日就被豐臣軍攻下，秋月軍心生畏懼而燒掉益富城退守到古處山城，這時秀吉命令村民在夜裡點起篝火、在城牆上貼上木板和白紙、製造一夜修復益富城的假象，此舉使得秋月軍喪失戰意而投降。種實以剃髮、獻上楢柴肩衝、國俊之刀和交出女兒龍子為人質，換取秀吉的寬恕。

### 轉封和死亡
征討九州後，秀吉命令秋月氏轉封到僅3萬石的日向國高鍋城，失意的種實宣布將家督之位讓給長男秋月種長。
慶長元年（1596年）9月26日，逝世於日向高鍋城，享年49歲，法名西林院殿笑翁宗誾大居士，墓所位在日向串間（宮崎縣串間市）西林院。